# Ascanio II Piccolomini
Ascanio II Piccolomini (Firenze, 1596 – Roma, 14 settembre 1671) è stato un arcivescovo cattolico italiano.

## Biografia
Cresciuto a Firenze, dove il padre era precettore di Cosimo II de' Medici, e conclusi gli studi universitari nel 1622, entrò al servizio del cardinale Francesco Barberini sotto il pontificato di Urbano VIII. Fu quindi nominato X arcivescovo della diocesi di Siena nel 1628, dove rimase fino al 1671, quando si trasferì a Roma dove, nello stesso anno, morì.
Sotto il pontificato di Alessandro VII, al secolo Fabio Chigi, curò alcuni importanti progetti di realizzazione e ristrutturazione di opere architettoniche ed artistiche a Siena.
Conosciuto in gioventù Galileo Galilei alla corte de' Medici, si interessò anche di scienze naturali e matematica, premurandosi, dopo essere riuscito a commutare la pena iniziale, di ospitare per un certo periodo  Galilei nella propria residenza senese (presso il "Palazzo delle Papesse") durante gli ultimi anni della vita dello scienziato pisano, obbligato al soggiorno coatto dopo la condanna del 1633 da parte del Sant'Uffizio.
Proprio nel soggiorno senese, Galileo poté, con maggior serenità, comporre i Discorsi e dimostrazioni matematiche intorno a due nuove scienze che saranno pubblicati solo nel 1638 a Leida, anche grazie all'interessamento dell'amico Elia Diodati.

## Genealogia episcopale
La genealogia episcopale è:
- Cardinale Guillaume d'Estouteville, O.S.B.Clun.
- Papa Sisto IV
- Papa Giulio II
- Cardinale Raffaele Riario
- Papa Leone X
- Papa Paolo III
- Cardinale Francesco Pisani
- Cardinale Alfonso Gesualdo
- Papa Clemente VIII
- Cardinale Pietro Aldobrandini
- Cardinale Laudivio Zacchia
- Cardinale Antonio Barberini, O.F.M.Cap.
- Arcivescovo Ascanio II Piccolomini